# Allium weissii
Allium weissii är en amaryllisväxtart som beskrevs av Pierre Edmond Boissier. Allium weissii ingår i släktet lökar, och familjen amaryllisväxter.
Artens utbredningsområde är Grekland. Inga underarter finns listade i Catalogue of Life.